# Ana Maria Labin
Ana Maria Labin (* 1981 in Bukarest, Rumänien) ist eine Schweizer Sopranistin.
Labin wuchs in der Schweiz auf. Sie begann ihre Gesangsausbildung am Zürcher Konservatorium, studierte ab 2003 an der Hochschule für Musik und Theater Zürich und nahm Meisterkurse bei Margreet Honig, Graham Clark und Mireille Delunsch. Im gleichen Jahr war sie Finalistin bei der Hariclea Darclée International Voice Competition. 2006 gewann sie den vom Stadttheater Bern und dem Menuhin Festival Gstaad ausgerichteten Concours Ernst Haefliger.
In der Saison 2005/06 war sie am Stadttheater Klagenfurt im Musical Into the Woods engagiert und trat bei den Seefestspielen Mörbisch als Juliette in der Operette Der Graf von Luxemburg auf. In der Saison 2006/07 war sie Mitglied des Internationalen Opernstudios am Opernhaus Zürich.
Bei den Mannheimer Mozartwochen 2007 sang sie unter der Leitung von Ádám Fischer die Celia in Mozarts Oper Lucio Silla. In der Saison 2007/08 war sie an der Oper von Montpellier engagiert. Sie sang unter der Leitung von Alain Altinoglu die Welturaufführung eines Liederzyklus von Richard Dubugnon bei Radio France, interpretierte in Zürich Luciano Berios Sequenza III und trat bei den Schwetzinger Festspielen als Manto in Agostino Steffanis Niobe, Regina di Tebe unter Leitung von Thomas Hengelbrock auf.
Im Herbst 2008 debütierte sie am Teatro alla Scala unter der Leitung von Asher Fisch als Valencienne in Franz Lehárs Die lustige Witwe. Unter der Regie von Serge Honegger sang sie in Zürich die Euridice in Glucks Orfeo ed Euridice.